# Beni Mora
Beni Mora est une suite pour orchestre en trois mouvements de Gustav Holst. L'œuvre fut créée à Londres le 1er mai 1912, sous la baguette du compositeur. Elle a été inspirée par la musique que Holst entendit durant un voyage en Algérie en 1908. La constante répétition d'un unique motif traditionnel arabe dans le dernier mouvement a été considérée comme une annonce de la musique minimaliste.

## Origine
En 1908, Holst, souffrant d'asthme, de névrite et de dépression, entreprit des vacances en Algérie sous conseil médical. C'est ce voyage qui lui inspira la suite Beni Mora, dans laquelle il incorpora la musique qu'il entendit dans les rues algériennes. Il prit le titre du décor de la nouvelle de Robert Hichens The Garden of Allah. Le premier mouvement était à l'origine une pièce indépendante appelée Danse orientale qu'il écrivit en 1909, dédiée au critique musical Edwin Evans. En 1910 Holst ajouta les deux autres mouvements.

## Structure
Selon les mots de Michael Kennedy, l'œuvre est orchestrée de la façon « la plus piquante et colorée ». Les trois mouvements sont intitulés Première danse, Deuxième danse, et Finale : "Dans les rues de Ouled Naïl".

### Première Danse
Cette danse s'ouvre avec une vague mélodie aux cordes, interrompue par une forte figure rythmique jouée par les trompettes, les trombones et le tambourin. Un vif rythme de danse s'ensuit, avec des solos de cor anglais, de hautbois et de flûte. Le rythme ralentit, et la formule de départ aux cordes revient avant que l'orchestre entier résume le thème de danse. Le mouvement se termine ensuite, doucement. Une interprétation de ce mouvement dure entre 5 et 6 minutes, bien que dans un enregistrement avec l'Orchestre symphonique de Londres le compositeur le prend à un tempo plus rapide, le terminant en 4 minutes et demi.

### Deuxième Danse
Ce mouvement est le plus court, prenant généralement moins de 4 minutes. Il s'agit d'un allegretto avec une orchestration plus lumineuse que les autres mouvements. Il s'ouvre avec un solo de timbales en ostinato, à cinq temps, sur lequel entre un basson solo avec un thème calme. L'ambiance douce se maintient alors qu'une flûte solo entre, interrompue par les timbales. Le mouvement, presque toujours calme, se finit pianissimo.

### Finale:Dans les rues de Ouled Naïls
Le mouvement commence doucement avec des motifs d'une tonalité indéterminée jusqu'à ce qu'une flûte entre avec un thème de huit notes répété 163 fois dans le reste du mouvement. Cette phrase vient d'un musicien algérien qu'il entendit, jouant la même phrase sur une flûte en bambou pendant plus de deux heures. Alors que ce thème continue, l'orchestre entier joue d'autres rythmes de danse. Le volume croît jusqu'à un climax avant de laisser place à une fin plus douce.

## Réception
Lors de la création, l'œuvre reçut un accueil mitigé. Certaines personnes du public sifflèrent et un critique écrit 	« Nous n'avons pas demandé les danseuses de Biskra à Langham Place ». En revanche, le critique du Times observa : « La suite de M. Von Holst est composée de véritables airs arabes traité avec une habileté extraordinaire, en particulier dans le vif finale, dans lequel nombre de thèmes de danse sont combinés pour illustrer une scène de nuit à Biskra ».
Ralph Vaughan Williams écrit de Beni Mora : « Si la suite avait été jouée à Paris plutôt qu'à Londres, elle aurait donné à son compositeur une réputation européenne, et si elle avait été jouée en Italie cela aurait probablement provoqué une émeute ». Plus récemment, le critique Andrew Clements a écrit à propos de la « mode pré-minimaliste » que traduit l'air répété dans le finale.

## Enregistrements
| Chef d'orchestre    | Orchestre                            | Année | Durée du 1er mouvement | Durée du 2e mouvement | Durée du 3e mouvement | Ref    |
| ------------------- | ------------------------------------ | ----- | ---------------------- | --------------------- | --------------------- | ------ |
| Gustav Holst        | Orchestre symphonique de Londres     | 1924  | 4 min 28 s             | 3 min 06 s            | 6 min 47 s            | [ 8 ]  |
| Sir Malcolm Sargent | Orchestre symphonique de la BBC      | 1958  | 5 min 24 s             | 2 min 54 s            | 5 min 47 s            | [ 9 ]  |
| Sir Adrian Boult    | Orchestre philharmonique de Londres  | 1971  | 6 min 28 s             | 3 min 55 s            | 6 min 50 s            | [ 10 ] |
| David Lloyd-Jones   | Le Royal Scottish National Orchestra | 1996  | 6 min 17 s             | 3 min 58 s            | 7 min 11 s            | [ 11 ] |
| Sir Andrew Davis    | Orchestre philharmonique de la BBC   | 2011  | 6 min 03 s             | 3 min 49 s            | 6 min 48 s            | [ 12 ] |